# 1462

## أحداث
- تأسيس مدينة سراييفو وتقع حاليا في البوسنة والهرسك.
- 13 مارس - الإنجيل يطبع لأول مرة.
- 17 يونيو - فلاد الثالث المخوزق يحاول اغتيال السلطان محمد الثاني، ويفشل في مهتمه ولكنه يجبر السلطان عبى التراجع من الأفلاق

## مواليد
- ألفونسو دي ألبوكيرك

## وفيات
- سانتي بنتيفوليو